# 1. Fußball-Club Kaiserslautern 1967-1968
Questa voce raccoglie le informazioni riguardanti il 1. Fußball-Club Kaiserslautern nelle competizioni ufficiali della stagione 1967-1968.

## Stagione
Nella stagione 1967-1968 il Kaiserslautern, allenato da Otto Knefler e Egon Piechaczek, concluse il campionato di Bundesliga al 16º posto. In Coppa di Germania il Kaiserslautern fu eliminato al primo turno dallo Stoccarda.

## Rosa
| N. |                     | Ruolo | Calciatore          |
| -- | ------------------- | ----- | ------------------- |
|    | Germania (bandiera) | P     | Wolfgang Schnarr    |
|    | Germania (bandiera) | P     | Josef Stabel        |
|    | Germania (bandiera) | D     | Ernst Diehl         |
|    | Germania (bandiera) | D     | Bernd Hemprich      |
|    | Germania (bandiera) | D     | Roland Kiefaber     |
|    | Germania (bandiera) | D     | Volker Klein        |
|    | Germania (bandiera) | D     | Uwe Klimaschefski   |
|    | Germania (bandiera) | D     | Herward Koppenhöfer |
|    | Germania (bandiera) | D     | Otto Rehhagel       |
|    | Germania (bandiera) | D     | Gerd Schneider      |
|    | Germania (bandiera) | D     | Dietmar Schwager    |

| N. |                     | Ruolo | Calciatore             |
| -- | ------------------- | ----- | ---------------------- |
|    | Germania (bandiera) | D     | Hermann Soyez          |
|    | Germania (bandiera) | C     | Otto Geisert           |
|    | Germania (bandiera) | C     | Heinz-Dieter Hasebrink |
|    | Croazia (bandiera)  | A     | Andrija Anković        |
|    | Germania (bandiera) | A     | Werner Fuchs           |
|    | Germania (bandiera) | A     | Heinz-Dieter Hansing   |
|    | Germania (bandiera) | A     | Helmut Kapitulski      |
|    | Germania (bandiera) | A     | Gerhard Kentschke      |
|    | Germania (bandiera) | A     | Josef Pirrung          |
|    | Germania (bandiera) | A     | Gerd Roggensack        |
|    | Germania (bandiera) | A     | Bernd Windhausen       |

## Organigramma societario
Area tecnica
- Allenatore: Egon Piechaczek
- Allenatore in seconda:
- Preparatore dei portieri:
- Preparatori atletici:

## Calciomercato

### Sessione estiva
| Acquisti | Acquisti               | Acquisti           | Acquisti |
| R.       | Nome                   | da                 | Modalità |
| -------- | ---------------------- | ------------------ | -------- |
| D        | Ernst Diehl            | Kaiserslautern U19 |          |
| A        | Heinz-Dieter Hansing   | Arminia Hannover   |          |
| C        | Heinz-Dieter Hasebrink | Rot-Weiss Essen    |          |
| A        | Gerd Roggensack        | Arminia Bielefeld  |          |
| A        | Bernd Windhausen       | Greuther Fürth     |          |

| Cessioni | Cessioni        | Cessioni        | Cessioni |
| R.       | Nome            | a               | Modalità |
| -------- | --------------- | --------------- | -------- |
| A        | Harald Braner   | Reutlingen      |          |
| A        | Wolfram Kaminke | Detroit Cougars |          |
| D        | Willi Kostrewa  | Coblenza        |          |

### Sessione invernale
| Acquisti | Acquisti | Acquisti | Acquisti |
| R.       | Nome     | da       | Modalità |
| -------- | -------- | -------- | -------- |

| Cessioni | Cessioni        | Cessioni  | Cessioni |
| R.       | Nome            | a         | Modalità |
| -------- | --------------- | --------- | -------- |
| A        | Willy Reitgassl | Sittardia |          |

## Risultati

### Bundesliga

#### Girone di andata
| Arbitro: | Riegg |

|                               |           |                |
| Roggensack 23’ Kapitulski 60’ | Marcatori | 84’ Hermesdorf |

| Arbitro: | Radermacher |

|            |           |               |
| Seeler 13’ | Marcatori | 90’ Kentschke |

| Arbitro: | Hennig |

|                       |           |          |
| Kapitulski 29’ (rig.) | Marcatori | 89’ Lotz |

| Arbitro: | Handwerker |

|                                                                               |           |                               |
| Meyer 8’, 40’, 63’ Netzer 36’ (rig.) Ackermann 47’ Wimmer 50’, 79’ Laumen 68’ | Marcatori | 25’ Roggensack 75’ Kapitulski |

| Arbitro: | Betz |

|                              |           |                   |
| Windhausen 41’ Hasebrink 68’ | Marcatori | 76’ Berg 85’ Maas |

| Arbitro: | Hilker |

|  |           |                          |
|  | Marcatori | 62’, 73’, 85’ Roggensack |

| Arbitro: | Wengenmayer |

|              |           |  |
| Rehhagel 28’ | Marcatori |  |

| Arbitro: | Baumgärtel |

|  |           |                |
|  | Marcatori | 70’ Roggensack |

| Arbitro: | Siepe |

|                            |           |                         |
| Kapitulski 57’ (rig.), 81’ | Marcatori | 52’ Bjørnmose 70’ Görts |

| Arbitro: | Horstmann |

|                                                |           |  |
| Flohe 3’ Overath 15’, 66’ (rig.) Löhr 28’, 62’ | Marcatori |  |

| Arbitro: | Thier |

|                                       |           |                   |
| Strehl 4’ Ferschl 13’ Brungs 25’, 58’ | Marcatori | 85’ Klimaschefski |

| Arbitro: | Reil |

|  |           |            |
|  | Marcatori | 69’ Pavlić |

| Arbitro: | Schreiner |

|               |           |               |
| Ferdinand 64’ | Marcatori | 56’ Kentschke |

| Kaiserslautern 18 novembre 1967, ore 16:00 CET 14ª giornata | Kaiserslautern | 0 – 0 referto | Hannover 96 | Betzenbergstadion (10 000 spett.)\| Arbitro: \| Seiler \| |
| Arbitro:                                                    | Seiler         |               |             |                                                           |

| Arbitro: | Schmidt |

|                                                  |           |              |
| Beckenbauer 26’, 90’ Koulmann 76’ Brenninger 84’ | Marcatori | 6’ Kentschke |

| Arbitro: | Riegg |

|                              |           |                       |
| Hasebrink 15’ Windhausen 27’ | Marcatori | 5’ Wosab 74’ Trimhold |

| Arbitro: | Malka |

|                             |           |                              |
| Dürrschnabel 15’ Zaczyk 65’ | Marcatori | 43’ Hasebrink 70’ Roggensack |

#### Girone di ritorno
| Arbitro: | Radermacher |

|                    |           |                |
| Lang 13’ Kuntz 84’ | Marcatori | 72’ Kapitulski |

| Arbitro: | Weyland |

|                        |           |                                 |
| Hasebrink 2’, 26’, 90’ | Marcatori | 37’ Hönig 81’ Seeler 84’ Krämer |

| Arbitro: | Seekamp |

|                                                               |           |                              |
| Lotz 3’ Bechtold 6’ Schämer 31’ (rig.) Solz 68’ Friedrich 78’ | Marcatori | 84’ Kentschke 87’ Roggensack |

| Arbitro: | Heumann |

|  |           |               |
|  | Marcatori | 78’ Ackermann |

| Arbitro: | Siebert |

|           |           |  |
| Ulsaß 81’ | Marcatori |  |

| Kaiserslautern 17 febbraio 1968, ore 15:30 CET 23ª giornata | Kaiserslautern | 0 – 0 referto | Monaco 1860 | Betzenbergstadion (7 000 spett.)\| Arbitro: \| Schmidt \| |
| Arbitro:                                                    | Schmidt        |               |             |                                                           |

| Arbitro: | Binder |

|                            |           |                   |
| Pohlschmidt 37’ Neuser 69’ | Marcatori | 84’ Klimaschefski |

| Arbitro: | Redelfs |

|                               |           |  |
| Roggensack 55’ Kapitulski 69’ | Marcatori |  |

| Arbitro: | Hillebrand |

|                       |           |                |
| Piontek 3’ Ferner 63’ | Marcatori | 80’ Kapitulski |

| Arbitro: | Wengenmayer |

|                            |           |          |
| Kapitulski 75’ (rig.), 80’ | Marcatori | 48’ Löhr |

| Arbitro: | Radermacher |

|               |           |  |
| Kentschke 25’ | Marcatori |  |

| Arbitro: | Schäfer |

|                                                            |           |  |
| Budde 3’, 47’, 74’ Wild 17’, 78’ Kremer 18’ van Haaren 35’ | Marcatori |  |

| Arbitro: | Kreitlein |

|                |           |  |
| Windhausen 23’ | Marcatori |  |

| Arbitro: | Hilker |

|                  |           |  |
| Skoblar 27’, 41’ | Marcatori |  |

| Arbitro: | Schulenburg |

|                               |           |                             |
| Roggensack 30’ Windhausen 50’ | Marcatori | 43’ Brenninger 70’ Koulmann |

| Arbitro: | Horstmann |

|                                                        |           |  |
| Neuberger 22’ Wosab 59’ Kurrat 66’ (rig.) Trimhold 77’ | Marcatori |  |

| Arbitro: | Hilker |

|               |           |            |
| Hasebrink 83’ | Marcatori | 31’ Müller |

### Coppa di Germania
| Arbitro: | Hennig |

|            |           |  |
| Köppel 75’ | Marcatori |  |

## Statistiche

### Statistiche di squadra
| Competizione      | Punti | In casa | In casa | In casa | In casa | In casa | In casa | In trasferta | In trasferta | In trasferta | In trasferta | In trasferta | In trasferta | Totale | Totale | Totale | Totale | Totale | Totale | DR  |
| Competizione      | Punti | G       | V       | N       | P       | Gf      | Gs      | G            | V            | N            | P            | Gf           | Gs           | G      | V      | N      | P      | Gf     | Gs     | DR  |
| ----------------- | ----- | ------- | ------- | ------- | ------- | ------- | ------- | ------------ | ------------ | ------------ | ------------ | ------------ | ------------ | ------ | ------ | ------ | ------ | ------ | ------ | --- |
| Bundesliga        | 28    | 17      | 6       | 9       | 2       | 22      | 17      | 17           | 2            | 3            | 12           | 17           | 50           | 34     | 8      | 12     | 14     | 39     | 67     | -28 |
| Coppa di Germania | -     | 0       | 0       | 0       | 0       | 0       | 0       | 1            | 0            | 0            | 1            | 0            | 1            | 1      | 0      | 0      | 1      | 0      | 1      | -1  |
| Totale            | 28    | 17      | 6       | 9       | 2       | 22      | 17      | 18           | 2            | 3            | 13           | 17           | 51           | 35     | 8      | 12     | 15     | 39     | 68     | -29 |

### Andamento in campionato
| Giornata  | 1 | 2 | 3 | 4  | 5  | 6  | 7 | 8 | 9 | 10 | 11 | 12 | 13 | 14 | 15 | 16 | 17 | 18 | 19 | 20 | 21 | 22 | 23 | 24 | 25 | 26 | 27 | 28 | 29 | 30 | 31 | 32 | 33 | 34 |
| --------- | - | - | - | -- | -- | -- | - | - | - | -- | -- | -- | -- | -- | -- | -- | -- | -- | -- | -- | -- | -- | -- | -- | -- | -- | -- | -- | -- | -- | -- | -- | -- | -- |
| Luogo     | C | T | C | T  | C  | T  | C | T | C | T  | T  | C  | T  | C  | T  | C  | T  | T  | C  | T  | C  | T  | C  | T  | C  | T  | C  | C  | T  | C  | T  | C  | T  | C  |
| Risultato | V | N | N | P  | N  | V  | V | V | N | P  | P  | P  | N  | N  | P  | N  | N  | P  | N  | P  | P  | P  | N  | P  | V  | P  | V  | V  | P  | V  | P  | N  | P  | N  |
| Posizione | 7 | 7 | 7 | 10 | 12 | 10 | 7 | 4 | 4 | 5  | 8  | 12 | 11 | 12 | 13 | 13 | 13 | 14 | 13 | 15 | 16 | 16 | 16 | 16 | 16 | 16 | 16 | 16 | 16 | 16 | 16 | 16 | 16 | 16 |

Legenda:

Luogo: C = Casa; T = Trasferta. Risultato: V = Vittoria; N = Pareggio; P = Sconfitta.

### Statistiche dei giocatori
| Giocatore        | Bundesliga | Bundesliga | Bundesliga  | Bundesliga | Coppa di Germania | Coppa di Germania | Coppa di Germania | Coppa di Germania | Totale   | Totale | Totale      | Totale     |
| Giocatore        | Presenze   | Reti       | Ammonizioni | Espulsioni | Presenze          | Reti              | Ammonizioni       | Espulsioni        | Presenze | Reti   | Ammonizioni | Espulsioni |
| ---------------- | ---------- | ---------- | ----------- | ---------- | ----------------- | ----------------- | ----------------- | ----------------- | -------- | ------ | ----------- | ---------- |
| A. Anković       | 9          | 0          | 0           | 0          | 1                 | 0                 | 0                 | 0                 | 10       | 0      | 0           | 0          |
| E. Diehl         | 14         | 0          | 0           | 0          | 1                 | 0                 | 0                 | 0                 | 15       | 0      | 0           | 0          |
| W. Fuchs         | 1          | 0          | 0           | 0          | 0                 | 0                 | 0                 | 0                 | 1        | 0      | 0           | 0          |
| O. Geisert       | 29         | 0          | 0           | 0          | 0                 | 0                 | 0                 | 0                 | 29       | 0      | 0           | 0          |
| H. Hansing       | 15         | 0          | 0           | 0          | 0                 | 0                 | 0                 | 0                 | 15       | 0      | 0           | 0          |
| H. Hasebrink     | 34         | 7          | 0           | 0          | 1                 | 0                 | 0                 | 0                 | 35       | 7      | 0           | 0          |
| B. Hemprich      | 0          | 0          | 0           | 0          | 0                 | 0                 | 0                 | 0                 | 0        | 0      | 0           | 0          |
| H. Kapitulski    | 20         | 10         | 0           | 1          | 1                 | 0                 | 0                 | 0                 | 21       | 10     | 0           | 1          |
| G. Kentschke     | 28         | 5          | 0           | 0          | 1                 | 0                 | 0                 | 0                 | 29       | 5      | 0           | 0          |
| R. Kiefaber      | 5          | 0          | 0           | 0          | 1                 | 0                 | 0                 | 0                 | 6        | 0      | 0           | 0          |
| V. Klein         | 6          | 0          | 0           | 0          | 0                 | 0                 | 0                 | 0                 | 6        | 0      | 0           | 0          |
| U. Klimaschefski | 34         | 2          | 0           | 0          | 1                 | 0                 | 0                 | 0                 | 35       | 2      | 0           | 0          |
| H. Koppenhöfer   | 32         | 0          | 0           | 0          | 1                 | 0                 | 0                 | 0                 | 33       | 0      | 0           | 0          |
| J. Pirrung       | 0          | 0          | 0           | 0          | 0                 | 0                 | 0                 | 0                 | 0        | 0      | 0           | 0          |
| O. Rehhagel      | 12         | 1          | 0           | 0          | 0                 | 0                 | 0                 | 0                 | 12       | 1      | 0           | 0          |
| W. Reitgassl     | 3          | 0          | 0           | 0          | 0                 | 0                 | 0                 | 0                 | 3        | 0      | 0           | 0          |
| G. Roggensack    | 32         | 10         | 0           | 0          | 1                 | 0                 | 0                 | 0                 | 33       | 10     | 0           | 0          |
| W. Schnarr       | 33         | 0          | 0           | 0          | 1                 | 0                 | 0                 | 0                 | 34       | 0      | 0           | 0          |
| G. Schneider     | 30         | 0          | 0           | 0          | 1                 | 0                 | 0                 | 0                 | 31       | 0      | 0           | 0          |
| D. Schwager      | 33         | 0          | 0           | 0          | 1                 | 0                 | 0                 | 0                 | 34       | 0      | 0           | 0          |
| H. Soyez         | 2          | 0          | 0           | 0          | 0                 | 0                 | 0                 | 0                 | 2        | 0      | 0           | 0          |
| J. Stabel        | 1          | 0          | 0           | 0          | 0                 | 0                 | 0                 | 0                 | 1        | 0      | 0           | 0          |
| B. Windhausen    | 24         | 4          | 0           | 0          | 0                 | 0                 | 0                 | 0                 | 24       | 4      | 0           | 0          |